# Terre Napoléon
Terre Napoléon est le nom que l'on donnait autrefois en français à une région côtière de l'Australie alors que cette dernière était encore appelée Nouvelle-Hollande. Délimitée par la terre de Nuyts à l'ouest, elle occupait les rivages orientaux de l'Australie-Méridionale et comprenait donc le golfe de la grande baie australienne aujourd'hui connu comme étant le golfe Saint-Vincent.